# Канадское слоговое письмо
Кана́дское сло́говое письмо́ (англ. Canadian Aboriginal syllabic writing «слоговое письмо канадских аборигенов») — группа близких письменностей, используемых для записи многих языков коренных народов Канады: алгонкинских, эскимосско-алеутских и (ранее) атабаскских. По своему типу является абугидой (некоторые ученые относят канадское слоговое письмо к смешанному типу, сочетающему элементы слоговой и алфавитной письменностей).
В настоящее время канадская слоговая письменность используется для записи всех диалектов языка кри — от наскапи в Квебеке до Скалистых гор, включая восточный кри, кри залива Джеймс, болотный кри и равнинный кри. Она также используется для записи эскимосского языка инуктитут в восточной части канадской Арктики, где является официальной на территории провинции Нунавут (наряду с латиницей). Канадское слоговое письмо используется в некоторых регионах для другого крупного алгонкинского языка — оджибва в западной Канаде, а также языка блэкфут, в котором является устаревшей. Среди атабаскских языков, расположенных западнее, слоговое письмо используется в некоторых местах для языков кэрриер, чипевиан, слейви, догриб и бивер. Слоговое письмо изредка используется в США в общинах, расположенных по обе стороны границы, но является преимущественно канадским явлением.
Бо́льшая часть знаков, включая использующиеся в официальных документах, кодируется при помощи таблицы символов Unified Canadian Aboriginal Syllabics, основанной на стандарте Юникод. В этой статье используются символы Юникод, которые могут быть прочитаны при помощи любого соответствующего шрифта (если браузер их не отображает, см. ссылки внизу).

## Основные принципы
Канадское слоговое письмо является абугидой, то есть согласный в нём видоизменяется в зависимости от того, какая за ним следует гласная. В канадском письме видоизменение происходит путём изменения ориентации буквы, что отличает его от других абугид и является уникальной чертой канадского слогового письма.
К примеру, в языке кри согласный p имеет форму шеврона. При ориентации вверх (ᐱ) он означает слог pi. Направленный вниз (ᐯ) он соответствует слогу pe. Направленный влево (ᐸ) — pa, а вправо (ᐳ) — po. Формы согласных букв и гласные, соответствующие ориентациям, меняются в зависимости от языка, но, в целом, близки к исходному варианту кри.
| согласный | -a                  | -o                  | -i                  | -e                  | конечный | оборот        |
| --------- | ------------------- | ------------------- | ------------------- | ------------------- | -------- | ------------- |
| (нет)     | ᐊ                   | ᐅ                   | ᐃ                   | ᐁ                   |          | симметричный  |
| p-        | ᐸ                   | ᐳ                   | ᐱ                   | ᐯ                   | ᑊ        | симметричный  |
| t-        | ᑕ                   | ᑐ                   | ᑎ                   | ᑌ                   | ᐟ        | симметричный  |
| k-        | ᑲ                   | ᑯ                   | ᑭ                   | ᑫ                   | ᐠ        | асимметричный |
| c-        | ᒐ                   | ᒍ                   | ᒋ                   | ᒉ                   | ᐨ        | асимметричный |
| m-        | ᒪ                   | ᒧ                   | ᒥ                   | ᒣ                   | ᒼ        | асимметричный |
| n-        | ᓇ                   | ᓄ                   | ᓂ                   | ᓀ                   | ᐣ        | асимметричный |
| s-        | ᓴ                   | ᓱ                   | ᓯ                   | ᓭ                   | ᐢ        | асимметричный |
| y-        | ᔭ                   | ᔪ                   | ᔨ                   | ᔦ                   | ᐧ        | асимметричный |
| sp-       | И                   | N                   |                     | Z                   |          | [ c 1 ]       |
| -w-       | (точка после слога) | (точка после слога) | (точка после слога) | (точка после слога) | ᐤ        |               |
| -h        |                     |                     |                     |                     | ᐦ        |               |
| -hk       |                     |                     |                     |                     | ᕽ        |               |
| -l        |                     |                     |                     |                     | ᓫ        |               |
| -r        |                     |                     |                     |                     | ᕑ        |               |

1. ↑  Устаревший ряд знаков для sp- не поддерживается Юникодом. В этой таблице для их изображения использованы две латинских буквы, одна кириллическая и один графический файл. Оборот на 90° по часовой стрелке соответствует гласным так же, как в более позднем ряде sh-, а не как в более поздних буквах инуктитута.

### Слоговое письмо и конечные согласные формы
Первоначальное письмо, разработанное для болотного кри, имело десять букв: восемь — для слогов, начинающихся с согласного (p-, t-, c-, k-, m-, n-, s-, y-, произносимых как /p, t, ts, k, m, n, s, j/, соответственно); следующая — для слогов, начинающихся с гласного; и наконец — смешанная форма, ныне устаревшая, для сочетания согласных sp-. Все они могли писаться тонкой линией для обозначения краткости гласного, или более жирной для долгих гласных: ᑲ ka, ᑲ kâ (рукописный вариант обозначения долготы гласной — надстрочная точка — сейчас используется также в печати). Один полугласный — w — не имел буквы, а обозначался как диакритический знак на другом слоге. Он мог сочетаться с любым другим согласным, как в ᑿ kwa, или выступать самостоятельно, как в ᐘ wa.
Существовали особые надстрочные буквы для девяти согласных (p-, t-, c-, k-, m-, n-, s-, j- и w), которые использовались, если согласный появлялся в конце слога. Кроме того, имелись четыре конечные согласные, не имевшие слоговых форм: -h, -l, -r и сочетание -hk (самые распространённые конечные последовательности в кри; в оджибве применяется -nk). Согласные -l и -r были малоупотребительны, встречаясь только в заимствованных словах, речи детей и т. п. Эти согласные и -h могли появляться перед гласными, но все равно писались как конечные; в настоящее время -l и -r перед гласными имеют размер обычных букв, или замещаются полными слоговыми знаками. -h появлялся перед гласной только в составных морфемах и в нескольких вспомогательных словах. Конечное сочетание -hk является частым грамматическим окончанием.

### Образование гласных
Гласные звуки делятся на задние (-a и -o), и передние (-e и -i). Каждая из этих групп имеет нижний (-a или -e) и верхний (-o или -i) гласный по подъёму. В канадском слоговом письме слоги с задними гласными всегда связаны с направлением лево-право, то есть являются зеркальным отражением один другого.
Связь между ними и слогами с передним гласным зависит от согласного в слоге. Может быть две модели: симметричные знаки (одиночный гласный, p-, t-, sp-) поворачиваются на 90 градусов против часовой стрелки, а асимметричные c-, k-, m-, n-, s-, y- поворачиваются вверх ногами. Слоги с нижне-передней гласной (-e) образуются, таким образом, из слогов с нижне-задней гласной (-a), а слоги с верхне-передней гласной (-i) получаются из слогов с верхне-задней гласной (-o).
Формы симметричных букв могут быть показаны в форме ромба:
|   | ᐃ |   |  |   | i |   |  |   | ᐱ |   |  |    | pi |    |  |   | ᑎ |   |  |    | ti |    |
| ᐊ |   | ᐅ |  | a |   | o |  | ᐸ |   | ᐳ |  | pa |    | po |  | ᑕ |   | ᑐ |  | ta |    | to |
|   | ᐁ |   |  |   | e |   |  |   | ᐯ |   |  |    | pe |    |  |   | ᑌ |   |  |    | te |    |

Формы асимметричных букв — в форме квадрата:
| ᑭ | ᑫ |  | ki | ke |  | ᒋ | ᒉ |  | ci | ce |  | ᒥ | ᒣ |  | mi | me |  | ᓂ | ᓀ |  | ni | ne |  | ᓯ | ᓭ |  | si | se |  | ᔨ | ᔦ |  | yi | ye |  |
| ᑲ | ᑯ |  | ka | ko |  | ᒐ | ᒍ |  | ca | co |  | ᒪ | ᒧ |  | ma | mo |  | ᓇ | ᓄ |  | na | no |  | ᓴ | ᓱ |  | sa | so |  | ᔭ | ᔪ |  | ya | yo |  |

Эти буквы присутствуют в большинстве канадских слоговых азбук и имеют звуковые значения, приближенные к исходным в болотном кри. Например, для слогов, начинающихся с гласной, все письменности, за исключением языка блэкфут, используют треугольник.
Когда в 1841 году Джеймс Эванс разработал первую рабочую модель слоговой азбуки, он понял, что технически проблематично указывать разницу между краткими и долгими гласными с помощью толщины шрифта. Вместо этого он надпиливал верхние перекладины типографского шрифта, применяя таким образом пунктирное написание печатных вариантов долгих гласных (это можно заметить в ранних печатных изданиях).
Ещё позднее диакритическая точка, применявшаяся первоначально только в рукописном варианте письменности, стала применяться и в печатном шрифте. Поэтому сегодня ᐊ a противопоставлено по долготе ᐋ (â), а ᒥ {mi} — ᒦ {mî}. Хотя ê в языке кри всегда является долгим, в письме различается долгота всех четырёх гласных. Не все пишущие, как ранее, так и сейчас, указывают долготу, или же делают это непоследовательно. Поскольку ê не имеет краткого соответствия, сейчас уже никто не пишет его как долгий гласный.

### Пунктуация
Единственный знак пунктуации, встречающийся во многих текстах, — это пробел между словами и ᙮ в качестве точки. Также могут использоваться знаки пунктуации, принятые в латинице (кроме точки).

## Терминология
Ниже перечислены некоторые часто встречающиеся в контексте канадской слоговой письменности термины.

### «Слоги», то есть буквы
Полноразмерные символы, соответствующие сочетанию согласный-гласный или отдельно стоящей гласной, обычно называются «слогами». Они являются слогами скорее в фонематическом, а не в морфофонематическом смысле. То есть, если одна морфема (элемент слова) оканчивается на согласный, а следующая начинается с гласной — этот промежуточный согласный пишется как слог, образованный с идущей после него гласной. Например, слово равнинного кри pīhc-āyi-hk («внутри дома») состоит из двух морфем: pīhc и āyi, но пишется ᐲᐦᒑᔨᕽ (pīh-cā-yihk).
В других случаях «слог» может де-факто обозначать только согласный  опять же, из-за структуры языка. В равнинном кри слово ᑖᓂᓯ tānisi («привет» или «как дела?») пишется в три слога. Гласная опускается, так как первый слог находится под ударением, а последующий слог содержит краткий гласный /i/. В результате слово произносится tānsi — только с двумя слогами.
В алгонкинских языках деление на слоги важно для определения ударения и наоборот, поэтому в этих языках подобная двойственность значения слогов играет довольно важную роль.

### Ряды слогов
Слово «ряд» используется как в отношении набора слогов, содержащих одинаковый гласный, так и в отношении ряда слогов с одинаковым начальным согласным. Поэтому n-рядом называется ряд слогов, начинающихся с n, а o-ряд — это ряд слогов, содержащих гласный o вне зависимости от начального согласного.

### «Конечные», то есть уменьшенные буквы
Ряд маленьких поднятых над строкой букв называется «конечным». Эти буквы обычно помещаются после слога для обозначения конечного согласного, как ᕽ (-hk) в ᔨᕽ yihk в приведённом выше примере. В языке кри, однако, на имеющий только конечную форму согласный h, начинается некоторое количество служебных слов, например ᐦᐋᐤ hāw. В таких случаях «конечный» ᐦ обозначает начальный согласный и поэтому ставится перед слогом.
Использование диакритических знаков для записи согласных — необычное явление в абугидах. Оно встречается только в письменности лепча (независимо от канадской).
Конечные знаки встречаются обычно в адаптациях канадской слоговой азбуки в языках, для которых она изначально не была разработана. В некоторых атабаскских алфавитах, к примеру, количество конечных символов увеличено. Там они могут быть в трёх формах: иметь среднюю высоту после слога, уменьшенную после слога и среднюю высоту перед слогом. Например, чипевьян и слейви используют конечный ᐟ в последнем положении для обозначения начального согласного dl (/ɮ/).
В языке наскапи маленькая поднятая над строкой буква, образованная из sa используется для сочетаний согласных, начинающихся на /s/: ᔌ spwa, ᔍ stwa, ᔎ skwa, и ᔏ scwa. В языках кри, для которых первоначально разрабатывалось канадское слоговое письмо, таких сочетаний нет.
В инуктитуте нечто подобное используется не для обозначения звукосочетаний, а для отображения дополнительных согласных (как диграфы ch, sh и th , используемые для расширения стандартных латинских c, s, t для записи дополнительных согласных в английском языке). В инуктитуте надстрочная na-ga помещается перед слогами g-ряда (ᖏ ᖑ ᖓ), чтобы получить ряд ng- (/ŋ/), а надстрочный ra (увулярный /ʁ/) располагается перед слогами k-ряда, чтобы получить увулярный ряд q-.
Хотя символы в этих рядах состоят из двух элементов, они кодируются в стандарте Юникод как один символ.

### Диакритические знаки
Некоторые знаки располагаются сверху или рядом со слогом и называются «диакритическими». К ним принадлежит точка над слогом для обозначения долготы гласной (как в ᒦ mî), и точка, помещаемая на средней высоте после слога (в западных диалектах кри) или перед слогом (восточные диалекты кри) для обозначения среднего w, как в ᑿ kwa. Все они кодируются в Юникоде как отдельные знаки.
Диакритическими знаками, использующимися в других языках, являются кружок над буквой, две точки перед буквой и множество других знаков. Такие диакритические знаки могут не кодироваться отдельно в Юникоде. Не существует принятой номенклатуры для частей слогов, диакритических знаков и конечных вариантов, поэтому терминология научных дискуссий о канадской слоговой письменности часто непоследовательна.

### Точки
Диакритический знак, использующийся для обозначения долготы гласных, также часто называется «точкой». Пишущие слоговой азбукой не всегда последовательно обозначают долготу гласных, w, и h. Соответственно, тексты могут быть с проставленными или непроставленными точками.

## История

### Согласно индейцам кри
По мнению индейцев кри, канадское слоговое письмо было принесено человеком из их народа по имени Взывающий Барсук (кри Mistanaskowêw, ᒥᐢᑕᓇᐢᑯᐍᐤ). Согласно легенде, он вернулся после смерти в качестве духа, чтобы передать знания об этой письменности живым людям. Некоторые учёные считают, что эта легенда появилась уже после 1840 г., то есть после разработки письма Эвансом (см. ниже).

### Джеймс Эванс
В 1833 году Джеймс Эванс, миссионер-методист, из Кингстон-апон-Халл в Великобритании, к тому времени хорошо владевший языком оджибве, был отправлен с миссией в район Райс Лейк в провинции Онтарио. Здесь он начал изучать восточный оджибве, на котором говорили в регионе, и входил в состав комитета по разработке письменности на основе латиницы для этого языка, составив в 1836 году полный ряд знаков. В 1837 году он подготовил издание Speller and Interpreter in English and Indian, но не получил одобрения его издания от Британского и зарубежного общества по распространению Библии. К тому времени многие миссионерские общества были против распространения грамотности среди аборигенов, веря, что такая ситуация будет способствовать их языковой ассимиляции и интеграции в колониальное общество.
Эванс продолжал использовать свою оджибвейскую письменность в работе в Онтарио. Оказалось, однако, что его ученики испытывали понятийные сложности с использованием одинакового письма для двух разных языков с очень отличающейся звуковой системой, и Эванс сам признал свой подход неудобным. Кроме того, оджибве был полисинтетическим языком, но имел ограниченное число слогов. Это означало, что большинство слов имело много повторяющихся слогов, и это делало запись латинским алфавитом достаточно громоздкой. Эванс пришёл к выводу, что для его учеников может быть удобнее слоговая система письма.
В 1840 году Эванс переехал в селение Норвей Хаус в северной Манитобе. Здесь он начал изучать местные диалекты болотного кри. Как и оджибве, с котором эти диалекты находились в тесном родстве, они были полны длинных многосложных слов.
Будучи лингвистом-любителем, Эванс был знаком с индийскими системами письма. В брахми и деванагари каждая буква соответствовала слогу и видоизменялась для обозначения гласной в слоге. Подобная система, сейчас зовущаяся абугидой, подходила для болотного кри, который имел простую слоговую структуру, содержащую всего восемь согласных и четыре долгих плюс четыре кратких гласных. Кроме того, при создании письменности от вдохновлялся успехом слоговой письменности Секвойи для языка чероки.
Эванс был также знаком с британской системой скорописи — вероятно, Universal Stenography Сэмюэла Тэйлора, со времён, когда он был торговцем в Англии. Во время работы в Канаде он познакомился с опубликованной в 1837 году новой системой скорописи Питмана.

### Происхождение письменности
Как брахми и деванагари, так и скорописи Питмана сыграли свою роль в развитии слоговой азбуки кри. Деванагари дало знаки для слогов, а из системы Питмана были заимствованы знаки для конечных согласных, идея поворота знаков и толщины линии для модификации слогов.
В исходном шрифте Эванса было десять слоговых знаков: восемь для согласных (p, t, c, k, m, n, s, y); девятая — для слогов, начинающихся с гласной (или гласной, идущей за второстепенной согласной); и десятая, которая более не используется, — для звукосочетания sp. Существовало также четыре второстепенных согласных (r, l, w, h) которые не имели слоговых форм. Кроме знака для sp, их происхождение прослеживается в курсивных комбинированных формах соответствующих слогов (акшар) деванагари. Сочленённые формы в деванагари некоторым образом сокращены (опускается черта с правой стороны), а в рукописном варианте верхняя горизонтальная линия также может быть опущена, что было стандартизировано в гуджарати. Последовательность sp была, вероятно, объединением формы s с угловатостью p, наряду с основными линиями более сжатых лигатур деванагари — например, क्ष.
Сходство усилится, если повернуть символы таким образом, чтобы каждой гласной соответствовало одинаковое направление. Например, в деванагари n имеет направление ne, а не na. Изменение ориентации оправдывается, по всей видимости, желанием при записи слогов с одинаковыми гласными дать перу возможность двигаться в одном направлении. В слогах a-ряда, группа, в которой передние гласные (i, e) получаются путём отражения (k-, c-, m-, s-, y-), напоминает в написании L, в то время как группа слогов, оборачиваемая для получения передних гласных (гласный, p-, t-, n-), напоминает в написании C. Чтобы этого достичь, ориентация g- (для k-), n-, y- и, возможно, s-, принятая в деванагари, должна быть перевёрнута (sp- не следует этому правилу, что отражает её смешанное происхождение).
Поскольку согласные в кри могут быть звонкими или глухими в зависимости от окружения, каждому из них соответствуют две буквы деванагари, и, например, ka/ga в кри напоминает скорее g, чем k в письменности деванагари. Также следует обратить внимание, что h, появляющаяся в слоговом алфавите только в качестве концевой, происходит, видимо, из обозначения придыхания в деванагари (висарга) — ः ḥ, а не слоговой ह ha. Треугольники гласных не похожи ни на одну из букв деванагари и, по-видимому, образованы от «e» алфавита брахми.
| Буквы деванагари и буквы в сочетании с ठ | Буквы деванагари и буквы в сочетании с ठ | Буквы деванагари и буквы в сочетании с ठ | Кри | Кри    |
| ---------------------------------------- | ---------------------------------------- | ---------------------------------------- | --- | ------ |
| Слоги                                    |                                          |                                          |     |        |
| प                                        | pa                                       | प्ठ                                       | ᐸ   | pa/ba  |
| ट                                        | ţa                                       | टठ                                       | ᑕ   | ta/da  |
| ज                                        | ja                                       | ज्ठ                                       | ᒐ   | cha/ja |
| ग                                        | ga                                       | ग्ठ                                       | ᑯ   | ko/go  |
| म                                        | ma                                       | म्ठ                                       | ᒪ   | ma     |
| न                                        | na                                       | न्ठ                                       | ᓂ   | ne     |
| स                                        | sa                                       | स्ठ                                       | ᓴ   | sa*    |
| य                                        | ya                                       | य्ठ                                       | ᔪ   | yo     |
| Второстепенные согласные                 |                                          |                                          |     |        |
| ल                                        | la                                       | ल्ठ                                       | ᓫ   | -l     |
| र                                        | ra                                       | —                                        | ᕑ   | -r     |
| व                                        | va/wa                                    | व्ठ                                       | ᐤ   | -w     |
| ः                                         | -h                                       | ठः                                        | ᐦ   | -h     |

*Рукописная स больше похожа на ᓴ и выглядит скорее, как म m.
Возможно, что -l и -r были образованы скорее путём ротации одного знака деванагари в духе Питмана, где -l и -r связаны подобным образом, чем из двух разных глифов, как это указано в таблице.
Конечные согласные p t c k m n s и y (которую Эванс называл «конечной i»), которые сейчас применяются только в западном кри, происходят из скорописи Питмана, а не из деванагари. Линейные глифы ᑊ ᐟ ᐨ ᐠ (p t c k) являются повернутыми на 45° питмановскими ᐠ ᑊ ᐟ ᐨ (p t c k,) но сохраняют без изменений свою относительную ориентацию. Серповидные глифы ᒼ ᐣ ᐢ (m n s) являются повернутыми на 90° питмановскими ᐢ ᓑ ᐣ (m n s). «Конечная i» письменности кри была изначально точкой, равно как диакритический знак для i у Питмана.
| Конечный звук | Питман | Кри |
| ------------- | ------ | --- |
| -p            | ᐠ      | ᑊ   |
| -t            | ᑊ      | ᐟ   |
| -c            | ᐟ      | ᐨ   |
| -k            | ᐨ      | ᐠ   |
| -m            | ᐢ      | ᒼ   |
| -n            | ᐡ      | ᐣ   |
| -s            | ᐣ      | ᐢ   |
| -i (-y)       | ˙      | ˙   |

Конечный hk — это ᕽ, уменьшенная версия логограммы Х(ристос), из греческой буквы Χ.
Использование поворота для изменения гласной слога является уникальной чертой канадского слогового письма, но происходит из скорописи. Питман использовал поворот для изменения места артикуляции: взрывные p t ch k, носовые m n и фрикативные h s sh f th были связаны посредством ротации, что частично показано в таблице конечных букв выше.
Изначально Эванс показывал длину гласной жирной линией — как обозначение звонкости согласных у Питмана. Однако этот способ оказался неудобным для печати, и к 1841 году был заменен применением пунктирной линии для долгих гласных и сплошной линии для коротких гласных. Позднее Эванс ввёл современную практику написания точки над слогом для обозначения длины гласной.

### Принятие и использование
Местная община кри быстро привыкла к новой системе письма. Индейцы кри начали писать сообщения обугленными палочками на коре деревьев, оставляя информацию на охотничьих тропах далеко от миссии. Эванс верил, что его письменность хорошо приспособлена для языков коренного населения Канады, особенно для алгонкинских языков, с которыми он был знаком. Он утверждал, что «с некоторыми незначительными изменениями» она может быть использована для записи «любого языка от Атлантики до Скалистых гор».
Эванс попытался получить печатный станок и набор шрифтов для своей системы письма, но натолкнулся на сопротивление со стороны колониальных и европейских властей. Компания Гудзонова Залива, имевшая монополию на внешнюю торговлю в западной Канаде, отказалась импортировать для него печатный станок, полагая, что не следует поощрять грамотность среди туземцев. Эвансу с огромным трудом удалось сконструировать свой собственный печатный станок и шрифт, и он начал печатать тексты на кри слоговым письмом своей системы.
Эванс покинул Канаду в 1846 году и вскоре после этого умер. Однако простота использования и полезность изобретённой им системы слогового письма обеспечила ей выживание, несмотря на сопротивление европейцев её распространению. В 1849 году англиканский епископ Земли Руперта докладывал, что «довольно много индейцев умеет читать посредством этих слоговых знаков, но если они научатся читать на своем языке нашими буквами, это будет первым шагом к овладению ими английским языком». Несмотря на это, слоговая письменность привилась среди кри, и в 1861 году — спустя пятнадцать лет после смерти Эванса — Британское и зарубежное общество по распространению Библии издало Библию, используя слоговую азбуку кри. К этому времени как протестантские, так и католические миссионеры использовали и активно пропагандировали слоговое письмо.
В 1850-х и 1860-х годах миссионеры работали над распространением слогового письма на западноканадские диалекты оджибве (равнинный оджибве и сото), но за границей (общинами оджибве в США) оно использовалось редко. Миссионеры, изучившие систему Эванса, распространили её на восток вдоль Онтарио и в Квебек, покрыв таким образом весь ареал распространения языков кри, включая крайний восточный наскапи. Атикамек, монтанье и племя инну в восточном Квебеке и Лабрадоре использовали системы письма, основанные на латинском алфавите.
В 1856 году Джон Хорден, англиканский миссионер в Муз Фэктори в провинции Онтарио, который приспособил слоговое письмо к местному диалекту кри залива Джеймс, встретил группу эскимосов из региона Грейт Вейл Ривер в северном Квебеке. Они были очень заинтересованы в адаптации слогового письма кри для их языка. Хорден приготовил несколько вариантов, основанных на их произношении инуктитута, но быстро оказалось, что количество базовых звуков и простая модель слога в системе Эванса не подходит для нового языка. С помощью Эдвина Артура Уоткинса он коренным образом переработал слоговое письмо, приведя его в соответствие с их нуждами.
В 1876 году англиканская церковь наняла Эдварда Пека для постоянной работы в их миссии в Грейт Вейл Ривер. Его задачей было обучение эскимосов слоговому письму и перевод на него литературы. Распространение канадского слогового письма среди эскимосов обычно считается его заслугой. При поддержке как англиканских, так и католических миссионерских обществ, к началу XX века эскимосы начали сами распространять слоговое письмо.
В 1880-х годах Джон Уильям Тимс, англиканский миссионер из Великобритании, придумал значительное количество новых форм для записи языка блэкфут.
Французские католические миссионеры были первыми, расширившими в конце 1880-х годов слоговое письмо на атабаскские языки. Миссионерский орден облатов проявлял особенную активность в использовании слогового письма в своей миссионерской деятельности. Священник ордена облатов Эдриен-Габриэль Морис приспособил слоговое письмо к языку кэрриер, изобретя большое количество новых базовых символов для поддержки значительно более сложной фонетической системы атабаскских языков. Священник Эмиль Петито разработал слоговые схемы для многих атабаскских языков Северо-Западных Территорий, включая слейви и чипевиан.

## Разновидности
Фонетические различия между атабаскскими, эскимосско-алеутскими и алгонкинскими языками приводят к тому, что слоговое письмо, использующееся для их записи, также отличается. В целом можно выделить четыре главных разновидности канадского слогового письма: центрально-алгонкинскую, инуктитут, блэкфут и атабаскскую. Каждая группа является отражением исторического распространения данного типа письма. Больше информации можно найти на страницах, посвященных конкретным языкам.

### Центральный алгонкинский
Различные диалекты кри и оджибве были языками, для которых изначально разрабатывалась слоговая письменность. Они наиболее близки к оригинальной модели Джеймса Эванса. Эти диалекты немного различаются между собой системой согласных, но там, где звуки в этих диалектах совпадают, как правило, применяется одинаковый слоговой символ. Если звуки не совпадают, новый слоговой символ может быть либо изобретен, либо заимствован из другого ряда. Несколько диалектов кри имеет только три гласных (ê сливается в них с î), и там обычно используются только три или четыре ориентации слога.

#### Восточное и западное слоговое письмо
Когда слоговое письмо распространилось на оджибве и диалекты кри на востоке от границы Манитобы с Онтарио, оно претерпело несколько изменений. Во-первых, диакритический знак, используемый для обозначения неконечного w, переместился со своего положения после слога в положение перед слогом. Таким образом, ᒷ в западном кри соответствует ᒶ в восточном кри, и оба произносятся как mwa. Во-вторых, специальные конечные формы согласных, имевших полные слоговые формы, были замещены надстрочными вариантами a-ряда этих форм. Таким образом, ᐊᒃ это ak и ᓴᑉ sap (графически «sapa»). Диалекты кри в западных провинциях сохраняют конечные знаки, берущие начало в скорописи Питмана и присутствовавшие в исходном варианте письменности, хотя конечное y превратилось в знак ᐩ, более заметный, чем простая точка. Дополнительные ряды согласных также более распространены на востоке.
| 'Конечные' | 'Конечные' | 'Конечные' |
|            | Запад      | Восток     |
| ---------- | ---------- | ---------- |
| p          | ᑊ          | ᑉ          |
| t          | ᐟ          | ᑦ          |
| k          | ᐠ          | ᒃ          |
| c          | ᐨ          | ᒡ          |
| m          | ᒼ          | ᒻ          |
| n          | ᐣ          | ᓐ          |
| s          | ᐢ          | ᔅ          |
| š          | ᐡ          | ᔥ          |
| y          | ᐩ          | ᔾ          |
| l          | ᓫ (ᔆ)      | ᓪ          |
| r          | ᕑ (ᙆ)      | ᕐ          |
| w          | ᐤ          | ᐤ          |
| h          | ᐦ          | ᐦ          |
| ð          | ‡          | ᕪ          |

#### Дополнительные ряды согласных
В некоторых таблицах для западных вариантов письменности показаны полные ряды l- и r-, использующиеся преимущественно в заимствованиях. В католическом варианте r- является нормальной асимметричной формой, полученной добавлением черты к c-, а l- использует непостоянную модель. Несмотря на асимметричность, знак поворачивается только на 90°, поэтому li является зеркальным отражением ожидаемого (она не является ни инверсией, ни отражением le, как в других рядах, а скорее обращением её на 180°).
Некоторые западные нововведения
| ᖋ | ᖊ |  | ri | re |  | (конечная ᙆ) |
| ᖍ | ᖌ |  | ra | ro |  |              |

|   | ᕆ |   |  |    | li |    |  |              |
| ᕍ |   | ᕊ |  | la |    | lo |  | (конечная ᔆ) |
|   | ᕃ |   |  |    | le |    |  |              |

Для большинства восточных диалектов кри были добавлены ряды l-, r-, sh- (š-) и f-. R-ряд является инверсией знака для западного l-, но в этот раз re имеет нестандартную ориентацию. L- и f- являются регулярными асимметричными и симметричными знаками. Хотя f- является асимметричной по форме, она происходит из p-, и поэтому поворачивается на 90° как p-. Здесь начинают различаться алгоритмы получения ориентации гласных, совпадающие для симметричных форм оригинального шрифта. Для ᕙ f-ряда, равно как редкого ᕦ th-ряда, полученного из ᑕ t-, гласные одинаковой высоты производятся путём поворота против часовой стрелки. Тем не менее, восточный sh-ряд, который, по-видимому, не случайно напоминает латинское s, оборачивается по часовой стрелке с противоположным образованием гласных: верхнее -i — из нижнего -a, и среднее -e — из верхнего -o.
Устаревший sp-ряд показывает, что этот способ существовал в первоначальной версии письма. Инуктитут постоянно использует обращение против часовой стрелки. Это происходит, вероятно, из обобщения ᕙ ряда, который был создан из знака ᐸ с добавлением кружка на черте в начале написания буквы, но как независимая форма должен быть повернут в противоположном (против часовой стрелки) направлении. В r-рядах восточных диалектов кри могут использоваться оба из этих алгоритмов в отношении ro (обозначено толстым шрифтом), а для l- в западном кри оба варианта могут применяться в la (обозначено толстым шрифтом).
Некоторые восточные нововведения
| ᓕ | ᓓ |  | li | le |
| ᓚ | ᓗ |  | la | lo |

|   | ᕆ |   |  |    | ri |    |  |  |   | ᔑ |   |  |    | ši |    |  |  |   | ᕕ |   |  |    | fi |    |  |  |   | ᕠ |   |  |    | ði |    |  |
| ᕋ |   | ᕈ |  | ra |    | ro |  |  | ᔕ |   | ᔓ |  | ša |    | šo |  |  | ᕙ |   | ᕗ |  | fa |    | fo |  |  | ᕦ |   | ᕤ |  | ða |    | ðo |  |
|   | ᕃ |   |  |    | re |    |  |  |   | ᔐ |   |  |    | še |    |  |  |   | ᕓ |   |  |    | fe |    |  |  |   | ᕞ |   |  |    | ðe |    |  |

Существуют побочные варианты письменности как в восточном, так и в западном кри. Лесные кри, например, используют вариант письменности, принятый у западных кри, но потеряли e-ряд, зато имеют дополнительный ряд согласных th- (ð-), являющийся закрытой формой y-ряда, а также не поддерживаемый Юникодом конечный ‡.
| ᖨ |   |  | thi |     |
| ᖬ | ᖪ |  | tha | tho |

Лосиные кри используют восточный вариант письменности. Дополнительно введён конечный -sk, состоящий из -s и -k, как в ᐊᒥᔉ amisk «бобр», а конечный -y пишется как надстрочный кружок °, а не как надстрочный ya, который сохранил более заметную отдельную конечную форму, встречающуюся, как правило, только на западе: ᐋᔕ̊ āshay «сейчас».
Восточный кри имеет особые лабиализованные конечные ᒄ -kw и ᒽ -mw. Они пишутся как надстрочный вариант o-ряда, а не как обычный a-ряд, например ᒥᔅᑎᒄ mistikw «дерево». Это объясняется фактом, что гласный o лабилизует предшествующий согласный.
Хотя в большинстве своём наскапи следует конвенции восточного кри, в нём вообще не отмечается долгота гласных. Две точки, размещаемые над или перед слогом, используются для обозначения w: ᐛ wa, ᐖ wo, ᑥ twa, ᒂ kwa, ᒠ cwa (/tswa/), ᒺ mwa, ᓏ nwa, ᔄ swa, ᔽ ywa. Поскольку в наскапи все сочетания согласных с s- лабиализованы (sCw-) они также имеют две точки: ᔌ spwa, и т. д. Имеется также лабиализованная конечная последовательность ᔊ -skw, которая является надстрочным вариантом sa-ko.

### Инуктитут
Восточная форма слоговой азбуки кри была адаптирована для записи диалектов инуктитута в Нунавуте (за исключением Куглуктука и Кембридж-Бей) и Нунавике в северном Квебеке. В других местах проживания эскимосов используются различные схемы, основанные на латинице.
В инуктитуте имеются только три гласные, поэтому требуется только ряды a-, i-, и o-письма кри (последний используется для /u/). E-ряд изначально использовался для распространенного дифтонга /ai/, но эта практика была официально отменена в 1960-х годах, так как инуктитут имел больше символов, чем могла вместить матрица печатной машинки IBM Selectric. В настоящее время -ai пишется как слог a-ряда со последующим ᐃ i. Недавно эскимосская организация Inuit Tapiriit Kanatami решила вернуть ai-ряд, а Makivik Corporation (официальная организация эскимосов в Квебеке) применяет этот символ в Нунавике. В провинции Нунавут этот дифтонг не употребляется.
Инуктитут имеет больше согласных, чем кри — пятнадцать в стандартной форме. Поскольку в инуктитуте нет /ts/, c-ряду было присвоено значение g (/ɡ ~ ɣ/). Y-ряд используется для y- либо j-, в зависимости от диалекта. Используется l-ряд восточного кри: ᓚ la, ᓗ lu, ᓕ li, ᓓ lai. К этим символам добавляется черта для получения глухого ряда lh (/ɬ/): ᖤ lha, и т. д. F-ряд восточного кри используется в инуктитуте для v-: ᕙ va и т. д. R-ряд восточного кри используется для очень отличных от него звуков инуктитута, /ɢ ~ ʁ/, которые латиницей записываются как r. Однако базовые принципы остаются неизменными — гласные одинаковой высоты последовательно производятся путём обращения против часовой стрелки, и поэтому rai является инверсией ri.
|   | ᕆ |   |  |    | ri  |    |
| ᕋ |   | ᕈ |  | ra |     | ru |
|   | ᕂ |   |  |    | rai |    |

Оставшиеся звуки записываются диграфами. Надстрочный ra как префикс перед k-рядом создает диграф для : ᖃ qa, и т. д. (конечная ᖅ -q). Надстрочный na-ga как префикс перед g-рядом дает ряд ng (/ŋ/) nga и т. д., Na удваивается для получения сдвоенного nng (/ŋː/): ᙵ nnga. Конечные, соответственно, ᖕ и ᖖ.
В Нунавуте конечная h заменена на латинскую ᕼ, которая не оборачивается, а в Нунавике был получен новый ряд путём добавления черты к k-ряду: ᕹ ha, и т. д.
Вначале католические и англиканские миссионеры использовали несколько различающиеся варианты слогового письма для инуктитута. В настоящее время, однако, эти различия исчезли. Диалектные варианты в части эскимосского мира, использующей слоговое письмо, привели к различиям в орфографии, но в целом не повлияли на слоговое письмо как таковое.

### Блэкфут (сиксика)
Блэкфут, один из алгонкинских языков, использует слоговое письмо, довольно сильно отличающееся от вариантов кри и инуктитута. Блэкфут имеет одиннадцать согласных и три гласные, большинство из которых может быть длинным и кратким. В разработанном для этого языка слоговом письме имеется девять базовых согласных форм, только две из которых идентичны их эквивалентам в кри. Новые формы, например o-ряда (который графически соответствует a-ряду в кри) это ᖲ o, ᖶ wo, ᖺ no, ᖾ ko, и ᗃ ha. Старые формы с новыми значениями — ᑲ po, ᒐ mo, и ᒪ to. Формы с совпадающими значениями согласных — ᓴ so и ᔭ yo (не совпадают только гласные в слогах). Имеется также некоторое количество особых конечных форм.
Блэкфут имеет только три гласные, но в письменности имеются все четыре варианта ориентации. В настоящее время письмо выходит из употребления.

### Кэрриери другиеатабаскские языки
Атабаскское слоговое письмо было разработано в конце 1800-х французскими католическими миссионерами, которые приспособили первоначальную протестантскую схему письма для языков, значительно отличающихся от языков алгонкинской семьи. Большинство атабаскских языков имеет более четырёх гласных, и все они имеют больше согласных, чем кри. Это привело к изобретению некоторого количества новых согласных слогов. В то время как большинство атабаскских систем письма, таких как слейви и чипевайан, достаточно схожи со слоговым письмом кри, вариант кэрриер значительно с ним расходится, и только один ряд (ряд отдельно стоящих гласных) напоминает исходный вариант для кри.
Для записи шести гласных, в кэрриере четыре ориентации гласных дополняются точкой и горизонтальной линией в формах, направленных вправо: ᐊ a, ᐅ /ʌ/, ᐈ e, ᐉ i, ᐃ o и ᐁ u.
Один из шрифтов чипевайана более совпадает с западным кри (саиси-чипевьян значительно более отличен). Он имеет девять форм плюс западные l- и r-ряды, хотя ротация l-ряда осуществляется последовательно против часовой стрелки. Ряды k- и n- более угловатые, чем в кри: ki напоминает латинскую «P». Ряд c применяется для обозначения dh. Имеется один дополнительный ряд: регулярный ch-ряд, не поддерживаемый Юникодом, но графически выглядящий как удвоенное t (примерно как Ɛ для cha, Ɯ для che, 3 для cho, и т. д.); и один нерегулярный z-ряд, где ze получается путём обращения против часовой стрелки za, а zi обращением по часовой стрелке zo:
|   | ᘛ |   |  |    | zi |    |  |
| ᘔ |   | ᘕ |  | za |    | zo |  |
|   | ᘚ |   |  |    | ze |    |  |

Другие ряды образуются из dh или t. Конечный вариант t письменности кри с чертой посередине, предваряющий dh, образует th. Надстрочная конечная p кри после t даёт tt. Черта внутри t даёт tth (ᕮ ttha), а маленькая t внутри t даёт ty (ᕳ tya). Носовые гласные показываются следующей после слога конечной k алфавита кри.

## Употребление в настоящее время
В настоящее время канадское слоговое письмо занимает сильные позиции в общинах кри и эскимосов, немного более шаткое положение среди оджибве и находится на грани исчезновения в атабаскских языках и блэкфуте.
В Нунавуте и Нунавике инуктитутское слоговое письмо имеет официальный статус. В Нунавуте все законы, протоколы заседаний и многие другие правительственные документы должны публиковаться на инуктитуте как латиницей, так и слоговым письмом. Стремительный рост диапазона и количества литературы, публикуемой слоговым письмом, по всей видимости, исключил возможность маргинализации этой системы письма.
В общинах кри и оджибве её положение не столь надёжно.
Использование слогового письма кри сильно в большинстве общин, в которых оно издавна привилось. Во многих диалектных ареалах в настоящее время существуют стандартизированные слоговые орфографии. Однако в настоящее время для большинства, если не всех, диалектов существуют лингвистически адекватные стандартизированные системы письма на основе латиницы.
Говорящие на оджибве в США никогда массово не использовали ни канадское слоговое письмо, ни слоговое письмо Великих Озер, а сейчас, по сути, вообще прекратили их использовать. Основанная на латинице система «двойная гласная», разработанная Чарлзом Фиеро и развитая в дальнейшем Джоном Николсом, постепенно становится стандартом в США и начинает проникать в Канаду, отчасти для предотвращения распада и без того небольшого языка на общины. Несмотря на это, в некоторых частях Канады слоговое письмо оджибве занимает сильные позиции.
В других общинах слоговая письменность находится на грани исчезновения.
Слоговое письмо блэкфут исчезло изо всех сфер употребления. Сейчас говорящие на блэкфут используют письмо на основе латиницы, и лишь очень немногие блэкфуты ещё могут читать, а ещё меньше — писать слоговым письмом.
Среди атабаскских языков с разработанными слоговыми системами письма нет ни одного, в котором они активно применяются. В некоторых случаях языки, некогда их использовавшие, находятся на грани вымирания. В других случаях слоговое письмо было заменено латиницей. Многие люди — лингвисты и носители языка — полагают, что слоговое письмо плохо подходит для этих языков. Правительство Северо-Западных территорий не использует слоговое письмо для записи ни одного из атабаскских языков на своей территории. Индейские церкви в целом также прекратили применять слоговое письмо. Для языка кэрриер хорошо разработанный латинский алфавит успешно вытеснил слоговой, который сейчас понятен только старшим членам общины.
В прошлом правительственная политика в отношении слоговой письменности письма менялась от безразличия до открытой враждебности. До относительно недавнего времени правительство Канады открыто боролось с языками аборигенов, и церковные организации зачастую были единственными организованными учреждениями, использующими слоговое письмо. Позже, когда правительство заняло более лояльную позицию в отношении туземных языков и в некоторых случаях даже поощряло их использование, было распространено мнение, что использование в качестве системы латинской графики является более предпочтительным по лингвистическим соображениям, а также снизит расходы на поддержку альтернативных систем письма.
В настоящее время, по крайней мере в отношении инуктитута и алгонкинских языков, канадское правительство занимает нейтральную позицию, а в некоторых случаях поощряет использование слогового письма. Рост национализма канадских аборигенов и передача некоторых правительственных полномочий местным общинам изменили отношение к слоговому письму. Сейчас во многих местах существуют учреждения по стандартизации орфографии слогового письма, Юникод имеет почти полный набор канадской слоговой азбуки для цифрового обмена информацией. Слоговое письмо преподаётся в школах в районах, населённых эскимосами, и зачастую в традиционно использующих слоговое письмо общинах кри и оджибве.
Хотя слоговое письмо имеет свои ограничения и во многих случаях латиница была бы менее дорогостоящей и, возможно, более легкой в обучении альтернативой, многие общины сильно привязаны к слоговому письму. Несмотря на то, что изначально она была изобретением европейских миссионеров, многие люди рассматривают слоговое письмо как своё собственное, в то время как латинские буквы ассоциируются с языковой ассимиляцией.

### Канадские шрифты в открытом доступе
- Language Geek. Слоговые шрифты для нескольких языков.
- Канадское слоговое письмо на сайте Tiro Typeworks. Включает шрифт Euphemia для всех языков и эскимосские шрифты, разработанные правительством Нунавута.